# Llar de foc

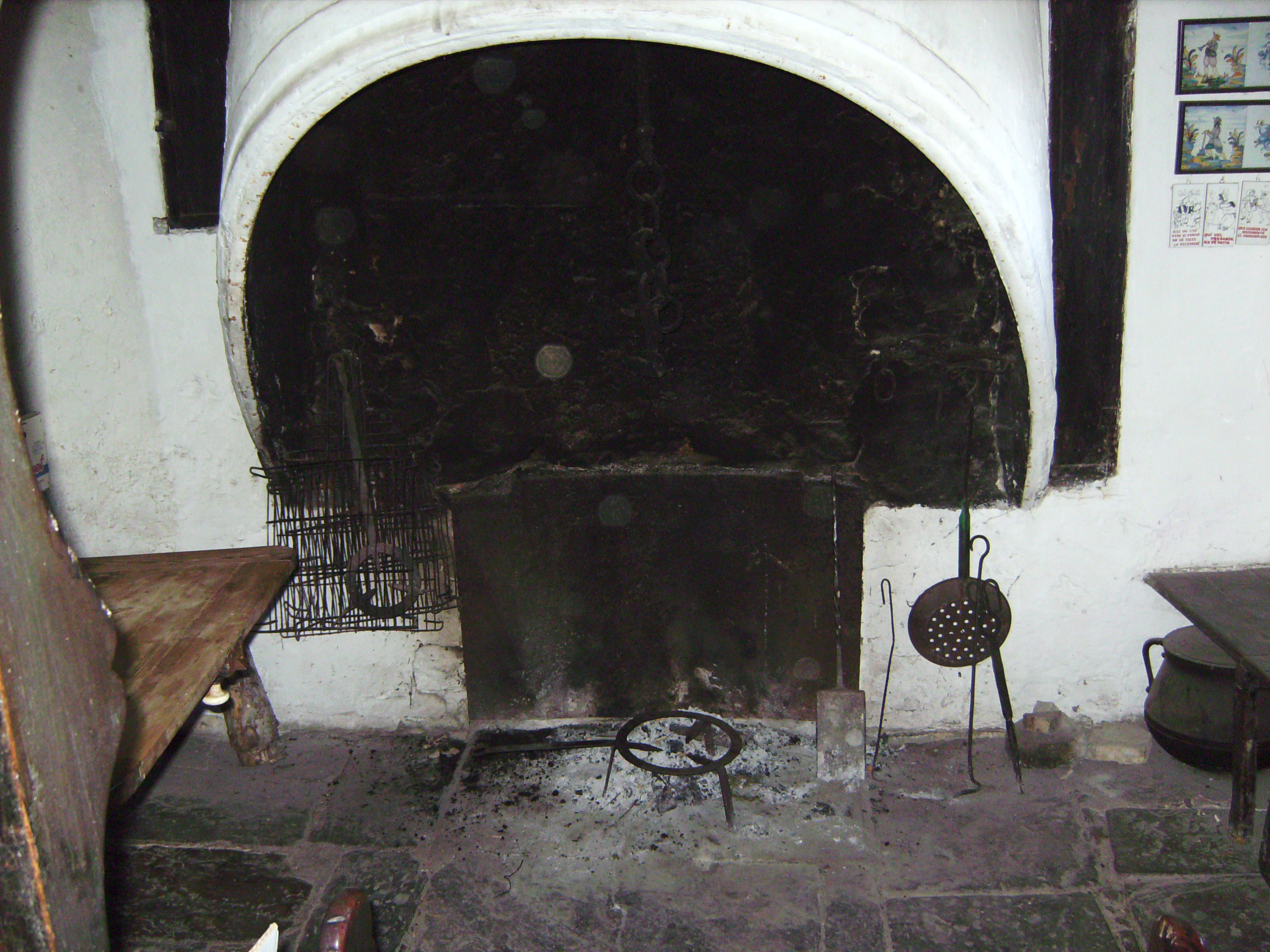
Llar de foc d'una masia al Bages amb uns clemàstecs on es penja l'olla grossa i els trespeus per aguantar un recipient més menut

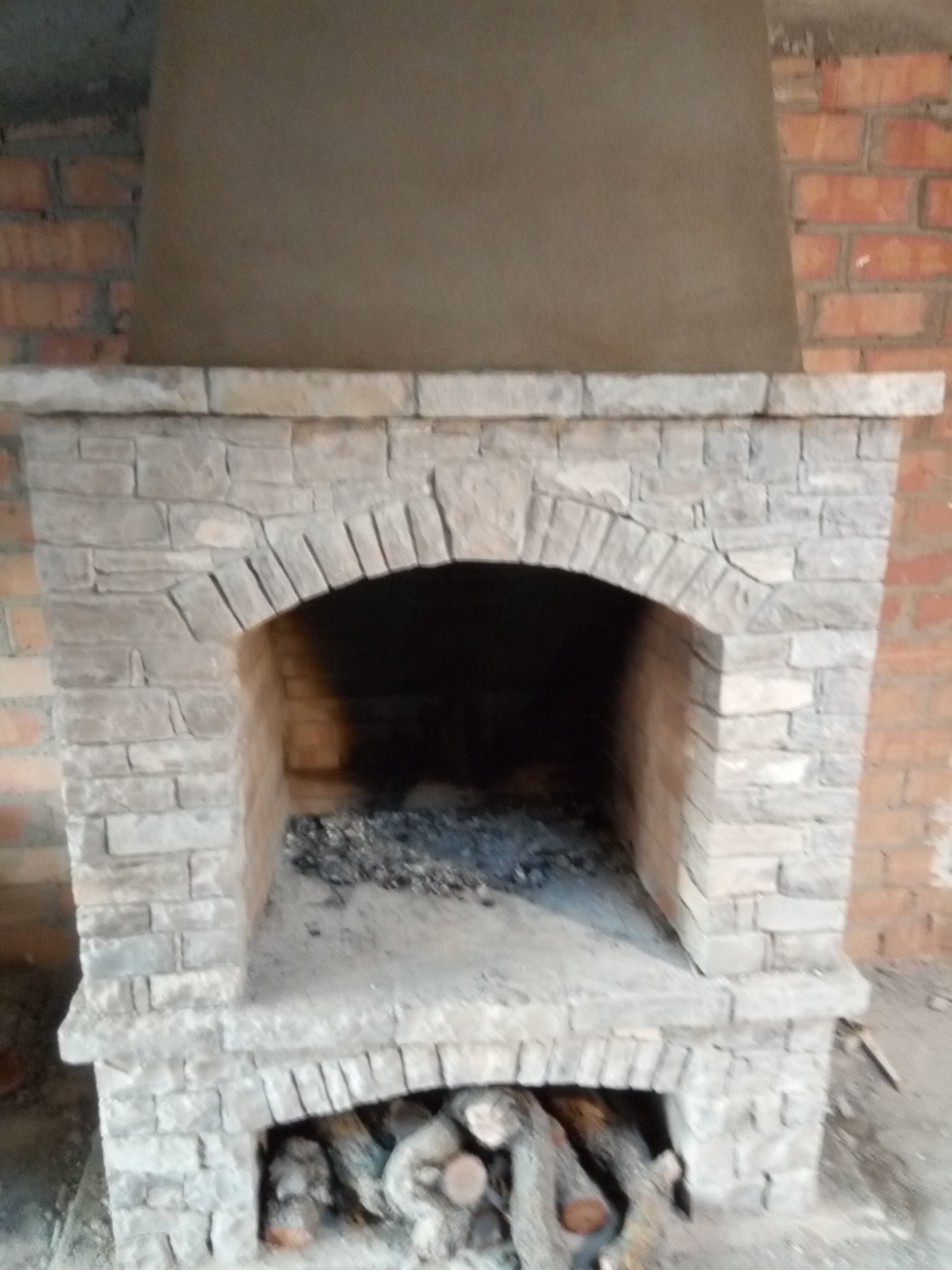
Llar de foc amb pedra vista, a l'Urgell.

La llar de foc o llar (del llatí lar -laris) és el lloc d'una casa amb paviment de pedra o de toves refractàries on es fa foc per escalfar-s'hi o per a cuinar proveït de xemeneia de campana ampla per a la sortida dels fums.
És una estructura arquitectònica per a contenir foc per escalfar-se i històricament, per a cuinar. Les llar de focs tradicionals són el sistema de calefacció més ineficient que hi ha.

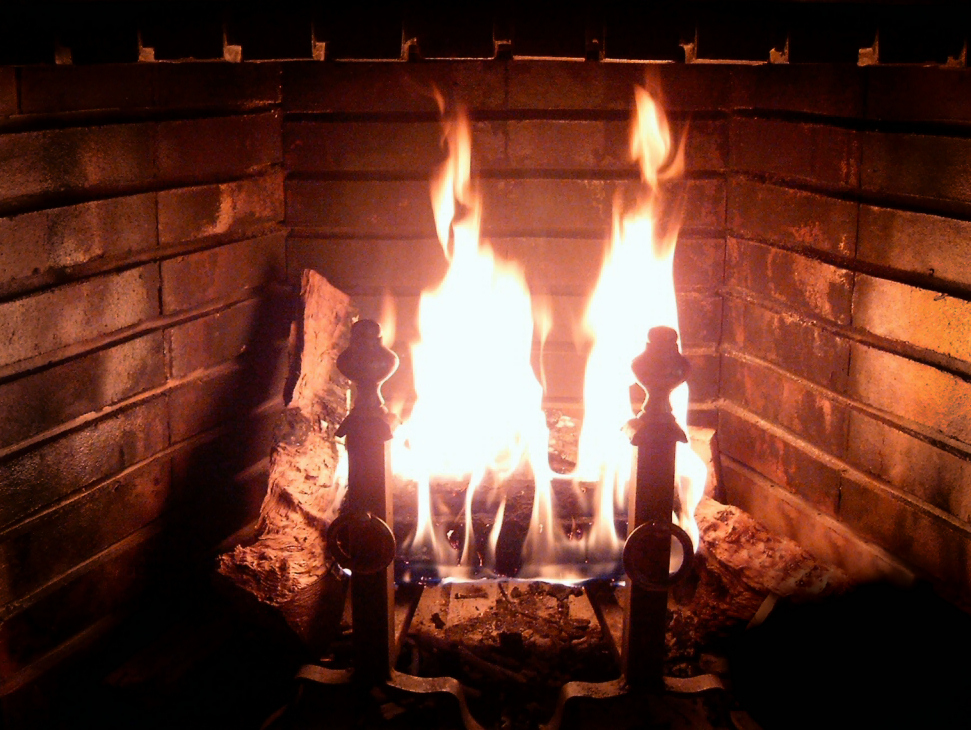
Llar de foc on crema fusta.

## Història

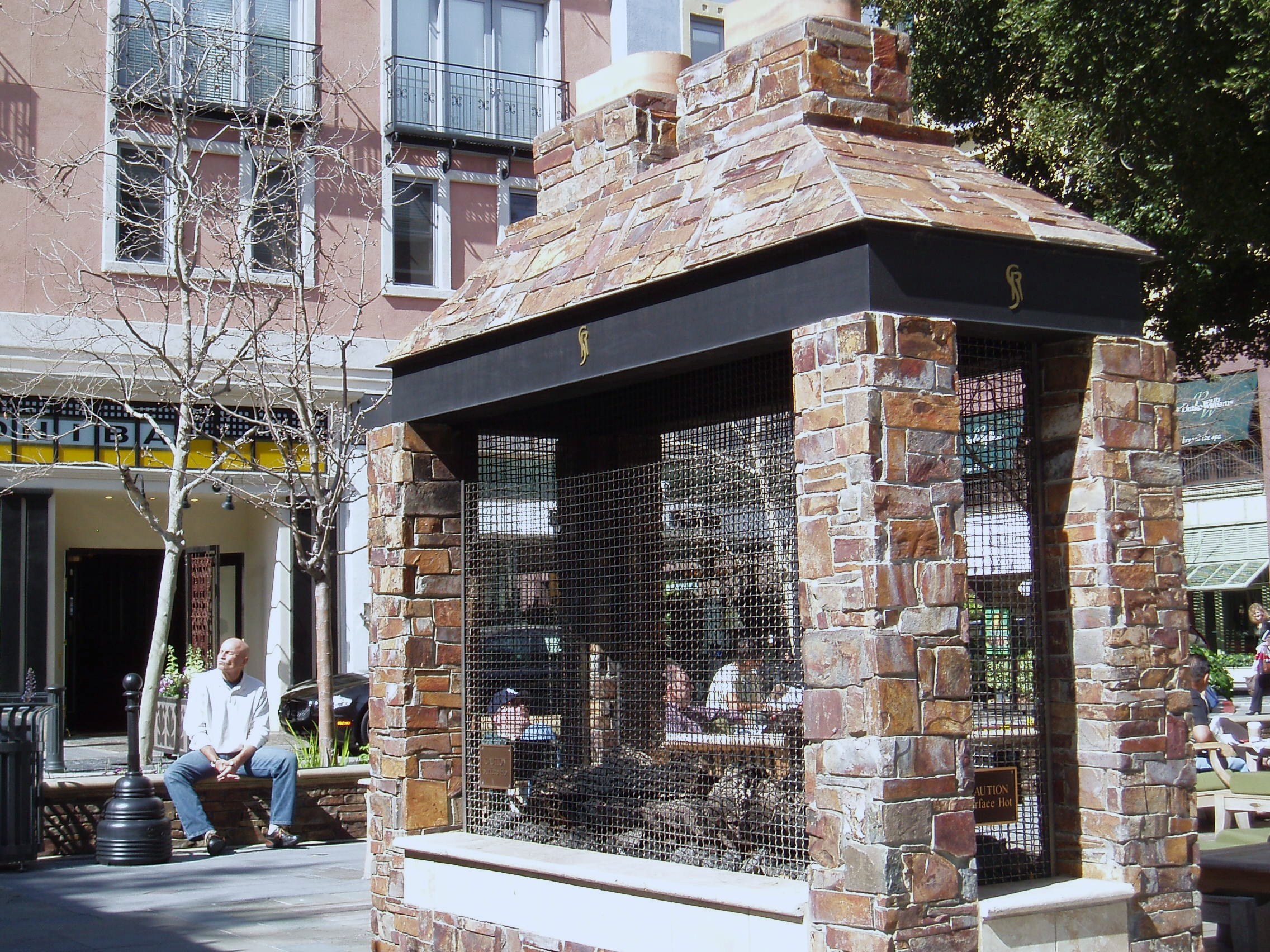
Llar de foc exterior

En temps antics no hi havia xemeneies i un forat al sostre en feia l'efecte, sovint el fum envaïa l'habitació.
La llar de foc era al mateix temps la cuina. Al voltant de la llar de foc es disposaven bancs de fusta i en alguns casos era el lloc on hom dormia els mesos més freds de l'any.
Al segle xviii Ben Franklin desenvolupà una cambra de convecció que millorà molt l'eficiència tèrmica de les llars de foc i també en millorà el tiratge. A finals del mateix segle Benjamin Thompson va dissenyar una llar de foc que eliminava més bé el fum.

## Usos
Històricament la llar de foc ha tingut un ús multifuncional: com a font d'escalfor a l'hivern, per a la coure i cuinar aliments, per a assecar (fumat) alguns aliments perquè es conservin (embotits, formatges, etc.) i fins i tot per a facilitar el treball amb certs materials mitjançant l'escalfor.
La vida d'una família se solia centrar entorn de la llar de foc, sobretot a l'hivern i més especialment en els climes freds. La gent gran s'asseia en els escons (bancs de fusta amb respatller al costat de la llar de foc, que de nit podien servir de llits) i els joves en banquetes.
Era molt habitual que sobre el foc pengés una olla mitjançant una cadena perquè estigués constantment calenta amb l'escalfor de les brases.
Les brases de la llar de foc també s'utilitzaven, quan arribava l'hivern, per a escalfar altres cambres de la casa posades en uns recipients metàl·lics anomenats brasers, on hom les deixava cremar lentament sota la cendra. També es posaven brases en uns cubicles anomenats burros que es feien servir per a calfar els llençols abans de ficar-se al llit.

## Funcionament
Hi ha dos modes bàsics de fer el foc:  foc viu , amb troncs de certa grandària i  foc latent , o  de brases , amb les brases gairebé enterrades sota cendra. En el primer cas es consumeix més de pressa el combustible que en el segon.
En ambdós casos l'escalfor es difon per radiació, de manera que escalfa només la banda de les persones enfront de la llar de foc o, en menor mesura, els paraments del local.
Perquè es produeixi la combustió cal aire i més del necessari per a la reacció de combustió, s'ha d'utilitzar més aire també per ajudar a evacuar els fums que produeix. L'aire ha d'entrar des de l'exterior, fred, de manera que constantment està refredant l'ambient on està encès el foc, en molta menor mesura quan es tracta de foc de brases, perquè requereix molta menor quantitat d'aire per la combustió i per evacuar els fums.
Per aquestes raons el rendiment energètic d'aquest sistema de calefacció és molt petit. El seu gran inconvenient és que el seu rendiment és molt petit, entre el 10 i el 15%, de la mateixa quantitat de combustible en qualsevol altre sistema, més modern, s'obté un mínim del 50% o més, fet pel que no és aconsellable el seva ús més que com a element decoratiu en ocasions determinades.

## Components

### Campana
Normalment hi ha una mena d'embut gran (visible o no), anomenat campana, que recull els fums cap a l'exterior

### Xemeneia
Excepte en cultures molt antigues, la llar de foc es completa amb una sortida de fums (més tard s'adoptaria la paraula francesa xemeneia) que és un conducte que porta els fums a l'exterior, 
La paraula xemeneia ve de  chemin , camí (referit al camí dels fums) en francès, que també es dona en altres idiomes (de:  Kamin , it:  camí ). Encara que es refereix específicament al conducte del fum, pot ser degut a la importància que es va donar al conducte per evacuar els fums.

### Estris
A la llar hi ha d'haver diversos instruments per facilitar el maneig del foc, és molt normal que estiguin reunits en una mena de recollidor vertical, els instruments són:
- Capfoguer, rep aquest nom cada una de les dues barres de metall, recolzades sobre el terra de la llar.
- Manxa, molt necessari per bufar aire que revifi la combustió de les brases.
- Atiador, per a partir i distribuir les brases i els troncs.
- Molls
- Pala o Recollidor
- Clemàstecs

## Classificació de llars de foc
- Llar de foc tradicional, és una llar de foc oberta, que produeix calor principalment de forma radiant i s'inspira en la seva concepció i imatge en els models tradicionals.
- Llar de foc ventilada, és una estufa amb lar de foc oberta, que uneix a la producció de calor de forma radiant una significativa producció d'aire calent a través d'intercanviadors de calor especials.
- Llar de foc encastada, anomenada també recuperadora de calor, és una llar de foc del tipus tancat amb porta de vidre sense revestiment, apta per ser col·locada dins de la llar substituint llars de foc ja existents (tradicionals o ventilades), el rendiment pot augmentar fins i tot de 3 a 4 vegades.

## Tipus de llar de foc
- De maons.
- De pedra vista

Diagrama d'una llar de foc encastada.
A. Entrada d'aire fresc.
B. L'aire fresc és escalfat i alliberat.
C. El fum és alliberat.

- Prefabricades amb làmina de metall.

Tant les fetes de maons com les prefabricades poden tenir com a combustible, fusta, gas natural, biomassa o propà.
- Llar de focs sense tir amb combustible de gas. Són molt eficients tèrmicament. Cal permís per instal·lar-les per tal d'evitar la producció de gasos nocius (monòxid de carboni).
- De ciment actualment obsoletes.[1]
- Metàl·liques.

## Sistema llar de foc-estufa
Actualment es venen llar de focs amb una tapa de vidre tancant la boca d'entrada d'aire, que al mateix temps permet veure la combustió.
En realitat es tracta d'una estufa, i s'empra sovint aquest nom per denominar el conjunt de llar de foc i xemeneia, especialment quan es tracta de llars de foc emprades exclusivament per la calefacció.
És un sistema més eficient perquè l'aire de combustió es dosifica a l'entrada (el que permet regular la potència fàcilment), mentre que els fums no tenen altre remei de sortir pel xemeneia, no per la boca, i per això no s'ha de deixar entrar aire suplementari en el local escalfat.
I és que més enllà de la tradicional de combustió de llenya oberta, el mercat de les llars de foc i les estufes s'ha desenvolupat en gran manera i ofereix una gran varietat d'instal·lacions i dissenys que s'adapten perfectament a les necessitats de les persones que aposten per una forma diferent d'escalfar la seva llar.
Com les llars de foc tradicionals utilitzen generalment combustible natural, com llenya o pèl·lets, per generar l'escalfor necessària per escalfar una estada o fins i tot un habitatge sencer. Aquestes llars de foc no només aporten un valor ecològic a l'escalfor sinó que també resulten molt decoratives, aportant un estil des rústic tradicional fins modern o avantguardista, segons l'estil del model instal·lat.

## Briquetes de biomassa
Es poden utilitzar les briquetes per llars de foc tancades o estufes de llenya, que ajuden a tenir més poder calorífic i rendiment.
Les briquetes provenen de la fusta i són 100% naturals i ecològiques. Són un combustible que es fabrica amb serradures i encenalls de la indústria de la fusta que premsats amb calor i la lignina de la mateixa fusta, es converteixen en un producte amb un poder calorífic molt més alt que la llenya tradicional. Són ideals per llars de foc tancades, on el seu rendiment és òptim tant a l'inici del foc com per mantenir-lo. No obstant això, per llars de foc obertes, no estan recomanades perquè el seu rendiment és menor.
Les briquetes permeten encendre el foc més ràpid, no desprenen espurnes ni olors, generen menys cendra i eviten la tala indiscriminada d'arbres per obtenir llenya. A més, ajuden directament a preservar el medi ambient perquè és un combustible que aprofita les restes forestals i fa neteja de l'entorn natural. A part del gran benefici ecològic i del poder calorífic, un altre avantatge de les briquetes és que el seu grau d'humitat no varia com succeeix amb la llenya, sinó que es manté sempre igual. Així mateix, és un producte fàcil d'emmagatzemar i manipular, ocupa menys espai que la llenya, tant en pisos petits com cases grans.
Les briquetes han de ser de qualitat i es venen a granel o en paquets de 10 kg. La dimensió de cada peça és de 25 cm, una mida ideal per estufes llenya i llars de foc tancades. Són paquets còmodes i fàcils de manipular. En definitiva, les briquetes són una energia de biomassa ecològica, neta i no contaminant. No obstant això, aquest combustible no pretén ser un substitut de la llenya. Està recomanat per combinar les briquetes amb la llenya i ajuden a tenir més poder calorífic per mantenir el foc i pujar la temperatura de casa en pocs minuts.
Avantatges principals de les briquetes:
• Més poder calorífic
• Encesa del foc ràpid i fàcil
• Baixa humitat
• Alta densitat
• Ocupen menys espai
• Netes
• Homogènies
• Fàcil manipulació
• Sense olors ni espurnes
• Sense aglutinants ni additius
• Percentatge de cendra menor
• 100% ecològiques i naturals